# 岩永唯伽
岩永 唯伽（いわなが ゆいか、2007年7月26日 - ）は、日本の女子キックボクサー。岐阜県養老郡出身。OISHI GYM所属。

## 経歴
2023年10月1日のRISE WEST.20で世愛を相手にプロデビューし、判定3-0で勝利。
2024年1月14日のRISE175で菊地美乃里と対戦し、3Rにダウンを奪い判定勝ち。6月1日の洄瀾勇士4において蔡欣蘋と対戦し、2RTKO勝ち。2024年10月20日、RISE182で夢空と対戦予定だった本田ななかが減量による体調不良で公式計量を行えず失格となり、急遽本田の代役で出場することになった。判定0-0で引き分け。
2025年2月23日、RISE186で島田知佳と対戦し、ダウンを2度奪われ、判定0-3で敗れた。
2025年5月31日、RISE188で行われる第3代RISE QUEENアトム級王座決定トーナメントの1回戦で辻井和花と対戦し、判定0-2で敗れた。

## 戦績
| キックボクシング 戦績 | キックボクシング 戦績 | キックボクシング 戦績 | キックボクシング 戦績 | キックボクシング 戦績 | キックボクシング 戦績 | キックボクシング 戦績 |
| --------------------- | --------------------- | --------------------- | --------------------- | --------------------- | --------------------- | --------------------- |
| 6 試合                | (T)KO                 | 判定                  | その他                | 引き分け              | 無効試合              |                       |
| 3 勝                  | 1                     | 2                     | 0                     | 1                     | 0                     |                       |
| 2 敗                  | 0                     | 2                     | 0                     | 1                     | 0                     |                       |

| 勝敗 | 対戦相手   | 試合結果                 | 大会名                                                       | 開催年月日     |
| ×    | 辻井和花   | 3分3R終了 判定0-2        | RISE188 【第3代RISE QUEENアトム級王座決定トーナメント1回戦】 | 2025年5月31日  |
| ×    | 島田知佳   | 3分3R終了 判定0-3        | RISE186                                                      | 2025年2月23日  |
| △    | 夢空       | 3分3R終了 判定0-0        | RISE182                                                      | 2024年10月20日 |
| ○    | 蔡欣蘋     | 2R 1:55 TKO (タオル投入) | 洄瀾勇士4                                                    | 2024年6月1日   |
| ○    | 菊地美乃里 | 3分3R終了 判定2-0        | RISE175                                                      | 2024年1月14日  |
| ○    | 世愛       | 3分3R終了 判定3-0        | RISE WEST.20                                                 | 2023年10月1日  |

## 獲得タイトル
- 第16回JKJO全日本ジュニア空手道選手権大会 中学女子2.3年女子43キロ未満 優勝
- 第1回全日本青少年フルコンタクト空手道選手権大会 中学2・3年生女子軽量級 優勝
- 第4回W・K・Oジャパンアスリートカップ 中2女子の部（45kg未満） 優勝